# Haworthiopsis nigra var. diversifolia
Haworthiopsis nigra var. diversifolia, coneguda abans com Haworthia nigra var. diversifolia, és una varietat de Haworthiopsis nigra i està dins del gènere Haworthiopsis.

## Descripció
Haworthiopsis nigra var. diversifolia és una suculenta de creixement lent amb fulles de color verd grisenc fosc que surten del centre de la roseta. Creix fins a 10 cm d'alçada. Les fulles són rígides, parcialment doblegades i tenen una punta punxeguda. Els costats externs i interns de les fulles tenen unes protuberàncies grises i estriades anomenades tubercles. Cada nova fulla coriàcia emergeix del centre a la part inferior, cosa que confereix a les plantes un aspecte apilat o per nivells. Les fulles romanen de color verd fosc amb diferents graus de gris a negre. A finals de primavera o estiu, les rosetes madures produeixen tiges verticals, filoses i sense ramificar, cobertes de diminutes flors blanques.

## Distribució
Aquesta varietat es distribueix a la província sud-africana Cap Oriental.

## Taxonomia
Haworthiopsis nigra var. diversifolia va ser descrita per (Poelln.) G.D.Rowley i publicat a Alsterworthia Int., Special Issue 10: 5, a l'any 2013.
Etimologia
Haworthiopsis: La terminació -opsis deriva del grec ὀψις (opsis), que significa "aparença", "semblant" per la qual cosa, Haworthiopsis significa "com a Haworthia", i que honora al botànic britànic Adrian Hardy Haworth (1767-1833).
nigra: epítet llatí que significa "negre".
var. diversifolia: epítet llatí que significa "amb diverses fulles".
Sinonímia
- Haworthia diversifolia Poelln., Repert. Spec. Nov. Regni Veg. 41: 200 (1937). (Basiònim/Sinònim substituït)
- Haworthia schmidtiana var. diversifolia (Poelln.) Poelln., Repert. Spec. Nov. Regni Veg. 44: 240 (1938).
- Haworthia nigra var. diversifolia (Poelln.) Uitewaal, Succulenta (Netherlands) 29: 51 (1948).[6]